# Olancho megye
Olancho Honduras 18 megyéjéből a legnagyobb területű. Az ország középső részén terül el. Székhelye Juticalpa.

## Földrajz
Az ország középső részén elterülő megye északnyugaton Yoro, északon Colón, keleten Gracias a Dios megyével, délkeleten Nicaraguával, délen El Paraíso, nyugaton pedig Francisco Morazán megyével határos.
A megye nyugati és északi részén hegységek emelkednek, melyeket hatalmas fenyő- és lombos erdők borítják. Olancho középső részén lankás síkságok jellemzők, amelyeket a Guayape folyó és mellékágai szelnek át, és híresek nagy szarvasmarha-állományaikról, valamint kiterjedt mezőgazdasági tevékenységükről. A főbb városok, köztük a megyeszékhely Juticalpa is itt található.
A megye keleti részét esőerdők borítják, bár az intenzív fakitermelés következtében nőtt az erdőirtás mértéke. A Rio Platano Bioszféra-rezervátum, egy UNESCO világörökség, amely trópusi esőerdőkkel és gazdag élővilággal rendelkezik, Olancho és a szomszédos Gracias a Dios és Colón megyék határán helyezkedik el.
A Guayape folyó híres a kavicsos aranylelőhelyeiről, ahol ma az Eurocantera (Goldlake Group) bányavállalat etikus aranykitermelést folytat. Ezeket az aranylelőhelyeket már a gyarmati időszakban is kihasználták a spanyolok, és a mai napig termelékenyek. A száraz évszak idején kiterjedt aranymosás folyik a folyó számos szakaszán, beleértve a hegyvidéki Rio Patuca régiót is, amelybe a Guayape ömlik.

## Népesség
Ahogy egész Hondurasban, a népesség növekedése Olancho megyében is gyors. A változásokat szemlélteti az alábbi táblázat:
| Év             | Lakosság |
| -------------- | -------- |
| 1988           | 294 753  |
| 2001           | 419 561  |
| 2010 (becsült) | 509 564  |
| 2015           | 537,306  |

## Turizmus, látnivalók

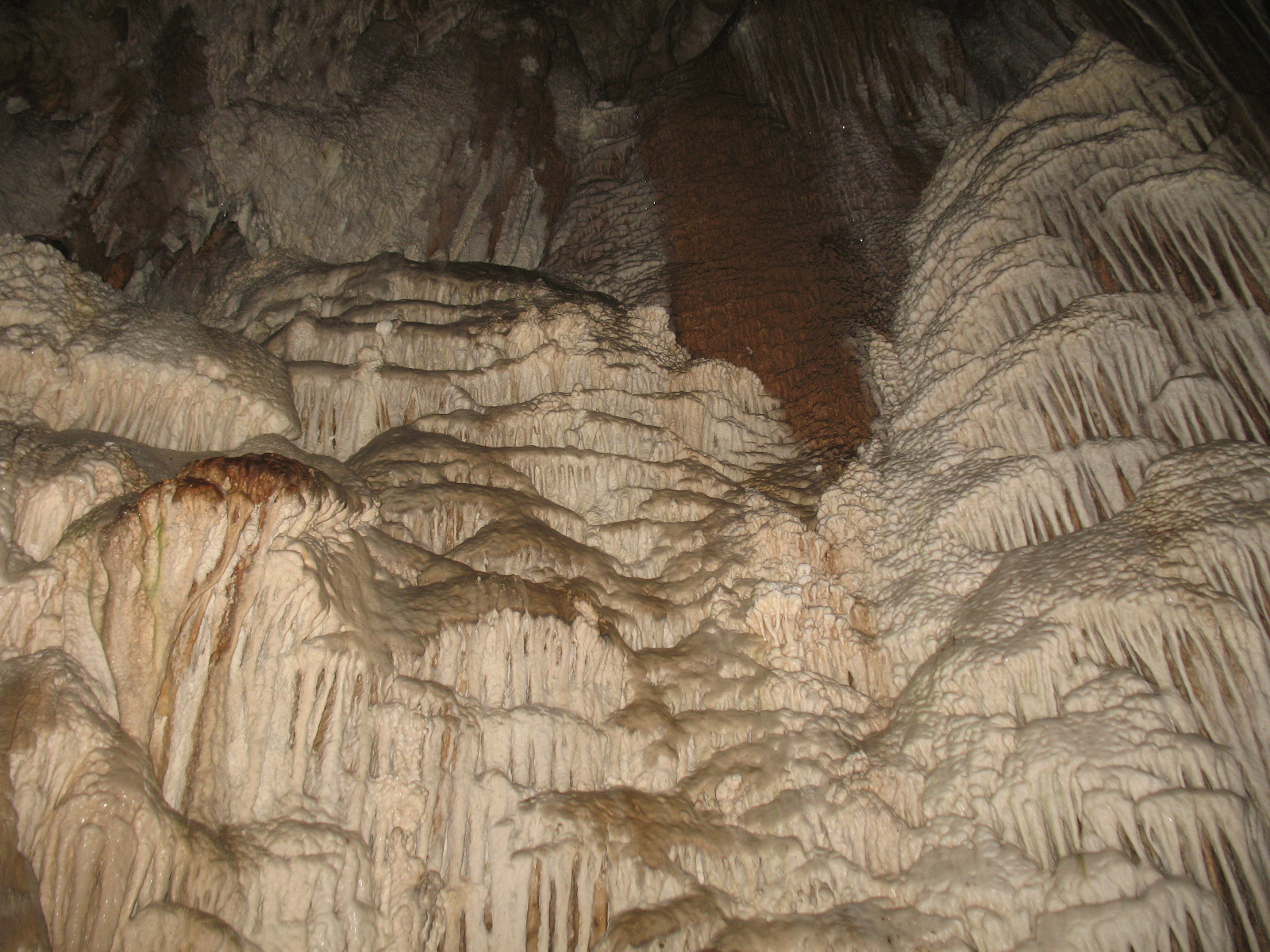
A talguai barlang cseppkövei

A megye egyik legérdekesebb látnivalója a Catacamas község területén található talguai cseppkőbarlang, amiben 1994-ben egy régészeti lelőhelyre is bukkantak.